# Veselský háj
Veselský háj a rybník Smrkovák byla přírodní památka nalézající se poblíž obce Sběř v okrese Jičín, vyhlášená v roce 1998 na rozloze 106 ha. Oblast spravovala Agentura ochrany přírody a krajiny ČR. Důvodem ochrany bylo zachování přirozeného dubohabrového háje s teplomilnou květenou a ochrana rybníka jako důležité ornitologické lokality. Rybník Smrkovák byl v roce 2011 vyhlášen samostatnou přírodní památkou.

## Předmět ochrany
V roce 2014 došlo k novému vyhlášení přírodní památky Veselský háj na současné rozloze 444 ha za účelem zachování cenných lesních ekosystémů dubohabřin asociace Galio-Carpinetum a starých acidofilních doubrav s dubem letním a vytvoření vhodných podmínek pro silně ohrožené druhy rostlin – hvozdík pyšný (Dianthus superbu), kosatec sibiřský (Iris sibirica) a další zvláště chráněné druhy rostlin, např. oměj pestrý (Aconitum variegatum), kruštík modrofialový (Epipactis purpurata) a jiné. Přírodní památka se nalézá na katastrálních územích Chotělice, Smidary, Staré Smrkovice, Vysoké Veselí, Velešice.